# 平津站
平津站（日语：／ Heizu eki */?）是位於三重縣四日市市平津町，屬於三岐鐵道的三岐線車站。

## 歷史
- 1931年（昭和6年）7月23日 - 此站啟用[1]。

## 車站構造
此站是設有1面2線島式月台的地面車站。

## 利用狀況
根據「三重縣統計書」，以下為1日平均乘車人次。
| 年度   | 一日平均 乘車人次 |
| ------ | ----------------- |
| 1997年 | 265               |
| 1998年 | 252               |
| 1999年 | 240               |
| 2000年 | 227               |
| 2001年 | 223               |
| 2002年 | 219               |
| 2003年 | 215               |
| 2004年 | 204               |
| 2005年 | 211               |
| 2006年 | 215               |
| 2007年 | 217               |
| 2008年 | 204               |
| 2009年 | 205               |
| 2010年 | 197               |
| 2011年 | 187               |
| 2012年 | 185               |
| 2013年 | 177               |
| 2014年 | 187               |
| 2015年 | 191               |
| 2016年 | 193               |
| 2017年 | 184               |
| 2018年 | 192               |
| 2019年 | 183               |

## 車站周邊
- 四日市市政廳八鄉地區市民中心（日语：四日市市役所#市民センター）
- 四日市市立朝明中學
- 四日市市立八鄉小學
- 四日市市立八鄉西小學
- 四日市大學（日语：四日市大学）
- 四日市東交匯處
- 伊坂水壩（日语：伊坂ダム）
- 山村水壩

## 相鄰車站
三岐鐵道
三岐線
大矢知－平津－曉學園前

## 註腳
1. 1 2  曾根悟（監修）. 朝日新聞出版分冊百科編集部（編集） , 编. . 週刊朝日百科. 26号 長良川鉄道・明知鉄道・樽見鉄道・三岐鉄道・伊勢鉄道. 朝日新聞出版. 2011-09-18: 24 （日语）.
2. ↑  三重県統計書 （页面存档备份，存于）（日語） - 三重縣